# Nephila
Nephila is een geslacht van spinnen uit de familie van de wielwebspinnen (Araneidae).

## Soorten
- Nephila comorana Strand, 1916
- Nephila constricta Karsch, 1879
- Nephila cornuta (Pallas, 1772)
- Nephila dirangensis Biswas & Biswas, 2006
- Nephila kuhlii Doleschall, 1859
- Nephila laurinae Thorell, 1881
- Nephila pakistaniensis Ghafoor & Beg, 2002
- Nephila pilipes (Fabricius, 1793)
- Nephila tetragnathoides (Walckenaer, 1842)
- Nephila vitiana (Walckenaer, 1847)